# جوان دوبسون
جوان دوبسون (بالإنجليزية: Joanne Dobson)‏ (27 مارس 1942)؛ روائية أمريكية.